# Araneus thevenoti
Araneus thevenoti är en spindelart som beskrevs av Simon 1895. Araneus thevenoti ingår i släktet Araneus och familjen hjulspindlar. Inga underarter finns listade i Catalogue of Life.